# جان دیک
جان دیک (انگلیسی: John Dick؛ ۲۹ ژانویه ۱۸۷۷ – ۱۴ سپتامبر ۱۹۳۲) بازیکن فوتبال اهل پادشاهی متحد بریتانیای کبیر و ایرلند بود.
از باشگاه‌هایی که در آن بازی کرده‌است می‌توان به باشگاه فوتبال آرسنال و باشگاه فوتبال کریستال پالاس اشاره کرد.